# Diocèse de Qingdao

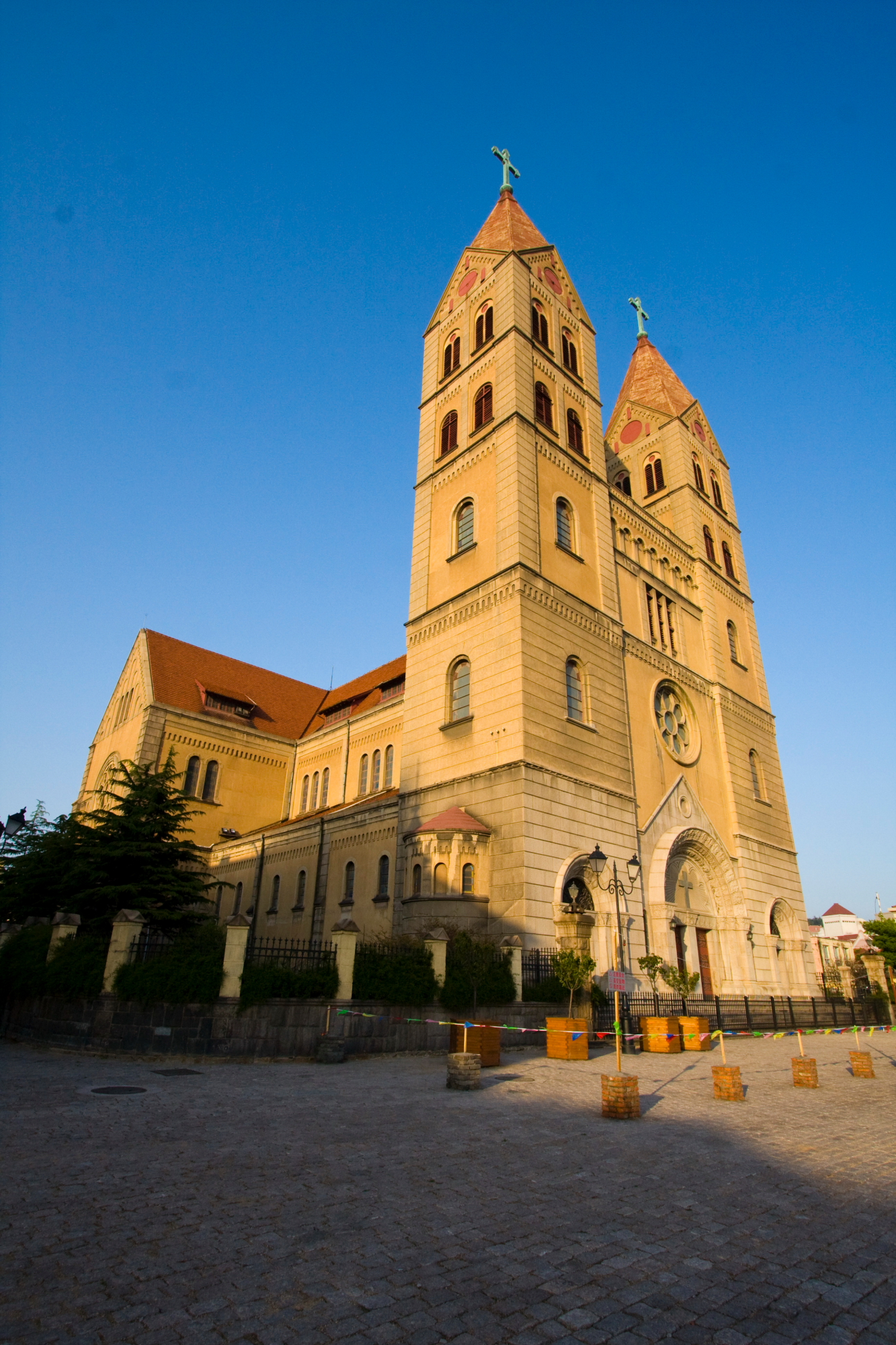
Vue de la cathédrale Saint-Michel de Qingdao

Le diocèse de Qingdao ou Tsingtao (en latin diocoesis Zimtaovensis) est un diocèse catholique de Chine dont le siège est à Qingdao (anciennement Tsingtao ou Tsingtau) qui se trouve dans la province ecclésiastique de Jinan (archidiocèse de Jinan ex-Tsinan).

## Historique
- 11 février 1925: fondation de la préfecture apostolique de Tsingtao, détachée du vicariat apostolique de Yengchow (ou encore Yangtchéou en français de l'époque, aujourd'hui Yangzhou) ancien vicariat apostolique du Sud-Shandong. Cette région était alors depuis 1885 sous l'administration des pères allemands de la société du Verbe-Divin, placés à partir de 1890, selon un arrangement avec les autorités chinoises, sous la protection diplomatique de l'Empire allemand[1] et non pas sous celle de la France, comme il était pourtant d'usage depuis le traité de Nankin, pour tous les missionnaires[2].
- 14 juin 1928: fondation du vicariat apostolique de Tsingtao
- 1er juillet 1937: donne une partie de son territoire à l'avantage du vicariat apostolique d'Ichow
- 11 avril 1946: fondation du diocèse de Tsingtao (Tsingtau en allemand), aujourd'hui Qingdao, par la bulle Quotidie Nos de Pie XII[3].

## Évêques
- Georg Weig (1883-1941), SVD, 18 mars 1925 - 3 octobre 1941, préfet apostolique, puis vicaire apostolique, décédé
- Thomas Tien Ken-sin (1890-1967), SVD, 10 novembre 1942 - 11 avril 1946, vicaire apostolique, nommé archevêque de Pékin
- Faustin Tissot, SX, 1946 - 1947, démission
- Augustin Olbert (1895-1964), SVD, 10 juillet 1948 - 18 novembre 1964, expulsé du diocèse en 1951, et emprisonné jusqu'en 1953, expulsé de Chine en 1953, décédé
- De 1964 (dans les faits 1951) à 1988: siège vacant
- Paul Han Xirang 1988- 1992, décédé (sans le consentement du Saint-Siège)
- De 1988 à 2000: siège vacant
- Joseph Li Mingshu (1924-), 13 août 2000 (évêque reconnu par Rome et par l'Association patriotique)[4]

## Statistiques
Le diocèse avait en 1950 une population de 3 500 000 habitants et 23 588 catholiques (0,70 %) et était desservi par six prêtres diocésains, vingt-deux prêtres d'ordres religieux, quatre-vingt-sept religieuses, dans neuf paroisses. 

## Cathédrale
- Cathédrale Saint-Michel de Qingdao bâtie en 1931-1934